# صدای بال سیمرغ
صدای بال سیمرغ کتابی از عبدالحسین زرین کوب است. عبدالحسین زرین‌کوب در کتاب صدای بال سیمرغ، با نثری استوار، زندگی عطار نیشابوری را وصف می‌کند.
نویسنده در بخش نخست کتاب با لحن خطابی، نحوه زندگی در روزگار عطار را برمی‌شمارد و تفاوت آن را با زندگی معاصر را یادآور می‌شود. او در دومین بخش کتاب، محیط پر تشنج عطار را معرفی می‌کند و ضمن آن این نکته را ذکر می‌کند: «دنیایی که عطار در آن می‌زیست از دنیای آرمانی‌اش فاصله بسیار داشت. در آن ایام دیگر طریقه قدما از یاد رفته بود.»